# دهستان کوپو
دهستان کوپو (به لاتین: Kõpu Parish) یک دهستان در استونی است که در شهرستان ویلیاندی واقع شده‌است.

## خصوصیات
دهستان کوپو ۲۵۸٫۷۸ کیلومترمربع مساحت و ۸۰۲ نفر جمعیت دارد.